# Сезон ФК «Карпати» (Львів) 2002—2003
| «Карпати» (Львів) у сезоні 2002—2003 | «Карпати» (Львів) у сезоні 2002—2003                                          |
| ------------------------------------ | ----------------------------------------------------------------------------- |
| Ліга                                 | Вища ліга                                                                     |
| Місце в лізі                         | 7-е                                                                           |
| Раунд у Кубку                        | 1/16 фіналу                                                                   |
| Головний тренер                      | Лев Броварський (9 матчів) Валентин Ходукін (6 матчів) Іван Голац (15 матчів) |
| Тренери                              |                                                                               |
| Президент                            | Петро Димінський                                                              |
| Стадіон                              | «Україна» (Львів)                                                             |
| Капітан                              |                                                                               |
| Найбільше матчів у лізі              | Ярослав Хома — 30                                                             |
| Найкращий бомбардир у лізі           | Тарас Кабанов — 8                                                             |

Сезон «Карпат» (Львів) 2002—2003 — тридцять п'ятий сезон «Карпат» (Львів). У вищій лізі чемпіонату України команда посіла 7-е місце серед 16 команд. У Кубку України припинила виступи в 1/16 фіналу.

## Чемпіонат
| Місце | Клуб                       | «Карпати» — клуб | «Карпати» — клуб | І  | В  | Н  | П  | М     | О  |
| Місце | Клуб                       | удома            | у гостях         | І  | В  | Н  | П  | М     | О  |
| ----- | -------------------------- | ---------------- | ---------------- | -- | -- | -- | -- | ----- | -- |
|       | «Динамо» (Київ)            | 0:0              | 0:2              | 30 | 23 | 4  | 3  | 66-20 | 73 |
|       | «Шахтар» (Донецьк)         | 2:4              | 0:4              | 30 | 22 | 4  | 4  | 61-24 | 70 |
|       | «Металург» (Донецьк)       | 0:0              | 1:1              | 30 | 18 | 6  | 6  | 44-26 | 60 |
| 4     | «Дніпро» (Дніпропетровськ) | 1:0              | 0:2              | 30 | 18 | 5  | 7  | 48-27 | 59 |
| 5     | «Арсенал» (Київ)           | 1:2              | 1:1              | 30 | 16 | 8  | 6  | 49-24 | 56 |
| 6     | «Волинь» (Луцьк)           | 0:2              | 1:0              | 30 | 12 | 5  | 13 | 37-44 | 41 |
| 7     | «Карпати» (Львів)          |                  |                  | 30 | 9  | 9  | 12 | 29-37 | 36 |
| 8     | «Чорноморець» (Одеса)      | 2:1              | 1:1              | 30 | 10 | 4  | 16 | 31-45 | 34 |
| 9     | «Таврія» (Сімферополь)     | 3:1              | 0:1              | 30 | 9  | 7  | 14 | 36-50 | 34 |
| 10    | «Іллічівець» (Маріуполь)   | 1:1              | 3:2              | 30 | 8  | 10 | 12 | 34-38 | 34 |
| 11    | «Ворскла» (Полтава)        | 3:0              | 0:3              | 30 | 8  | 8  | 14 | 26-41 | 32 |
| 12    | «Кривбас» (Кривий Ріг)     | 0:0              | 1:2              | 30 | 8  | 7  | 15 | 25-37 | 31 |
| 13    | ФК «Олександрія»           | 3:2              | 0:0              | 30 | 7  | 9  | 14 | 26-43 | 30 |
| 14    | «Оболонь» (Київ)           | 0:1              | 1:2              | 30 | 7  | 7  | 16 | 32-45 | 28 |
| 15    | «Металург» (Запоріжжя)     | 1:0              | 1:1              | 30 | 6  | 8  | 16 | 22-41 | 26 |
| 16    | «Металіст» (Харків)        | 2:0              | 0:1              | 30 | 6  | 5  | 19 | 19-43 | 23 |

### Статистика гравців
У чемпіонаті за клуб виступали 30 гравців:
| Футболіст                        | Дата народження   | Країна               | Ігри     | Голи     |          |
| Воротарі                         | Воротарі          | Воротарі             | Воротарі | Воротарі | Воротарі |
| -------------------------------- | ----------------- | -------------------- | -------- | -------- | -------- |
| Налепа Мацей Павел               | 31 березня 1978   | Польща               | 24       | 27п      |          |
| Тлумак Андрій Богданович         | 7 березня 1979    | Україна              | 8        | 10п      |          |
| Захисники                        |                   |                      |          |          |          |
| Беньо Юрій Володимирович         | 25 квітня 1974    | Україна              | 29       | 0        |          |
| Веприк Олег Олексійович          | 2 квітня 1983     | Україна              | 5        | 0        |          |
| Іщенко Микола Анатолійович       | 9 березня 1983    | Україна              | 3        | 0        |          |
| Мікуліч Єрко                     | 26 серпня 1976    | Хорватія             | 14       | 1        |          |
| Сапуга Андрій Михайлович         | 4 жовтня 1976     | Україна              | 20       | 0        |          |
| Сучков Аляксєй Вячаслававіч      | 10 червня 1981    | Білорусь             | 15       | 1        |          |
| Тимчишин Олег Миронович          | 8 липня 1977      | Україна              | 15       | 0        |          |
| Чижевський Олександр Арсенійович | 27 травня 1971    | Україна              | 14       | 0        |          |
| Півзахисники                     |                   |                      |          |          |          |
| Вовчук Любомир Євгенович         | 26 серпня 1969    | Україна              | 12       | 0        |          |
| Годвін Самсон                    | 11 листопада 1983 | Нігерія              | 16       | 0        |          |
| Даниловський Сергій Юрійович     | 20 серпня 1981    | Україна              | 8        | 0        |          |
| Іванський Любомир Михайлович     | 11 січня 1983     | Україна              | 7        | 0        |          |
| Йовічевіч Ігор                   | 30 листопада 1973 | Хорватія             | 11       | 2        |          |
| Ковальчук Сергій Сергійович      | 20 січня 1982     | Молдова              | 29       | 3        |          |
| Кунич Един                       | 17 липня 1973     | Боснія і Герцеговина | 1        | 0        |          |
| Лучкевич Ігор Валерійович        | 19 листопада 1973 | Україна              | 13       | 1        |          |
| Мізін Сергій Григорович          | 25 вересня 1972   | Україна              | 22       | 5        |          |
| Платон Руслан Сергійович         | 12 січня 1982     | Україна              | 2        | 0        |          |
| Сіміч Душан                      | 22 липня 1980     | Югославія            | 8        | 1        |          |
| Тиркало Віталій Євгенійович      | 6 травня 1983     | Україна              | 1        | 0        |          |
| Хома Ярослав Богданович          | 17 лютого 1974    | Україна              | 30       | 0        |          |
| Хроль Геннадій Юрійович          | 8 серпня 1979     | Україна              | 16       | 1        |          |
| Янічевіч Івіца                   | 21 жовтня 1975    | Сербія               | 6        | 0        |          |
| Нападники                        |                   |                      |          |          |          |
| Аньямке Едвард                   | 10 жовтня 1978    | Нігерія              | 23       | 1        |          |
| Гарас Олег Зіновійович           | 5 грудня 1976     | Україна              | 5        | 0        |          |
| Кабанов Тарас Володимирович      | 23 січня 1981     | Україна              | 25       | 8        |          |
| Тігань Сенад                     | 28 серпня 1975    | Словенія             | 10       | 0        |          |
| Швед Василь Васильович           | 11 грудня 1971    | Україна              | 17       | 5        |          |

## Кубок України
| Етап | Дата           | Господар                   | Рахунок | Гість             |
| ---- | -------------- | -------------------------- | ------- | ----------------- |
| 1/32 | 10 серпня 2002 | «Нива» (Тернопіль)         | 2:5     | «Карпати» (Львів) |
| 1/16 | 24 серпня 2002 | «Нафком-Академія» (Ірпінь) | 1:0     | «Карпати» (Львів) |